# Brigitte Oltmanns
Brigitte Oltmanns (* 27. Februar 1934 in Leipzig; † 19. März 2013) war eine deutsche Kunsthistorikerin und Politikerin (SPD).

## Leben und Beruf
Nachdem sie das Abitur gemacht hatte, studierte Oltmanns von 1952 bis 1957 Kunstgeschichte und Klassische Archäologie an der Universität in Greifswald. Sie war anschließend in verschiedenen Museen, im Kunsthandel und Verlagswesen tätig. Sie war zeitweise freie Mitarbeiterin des Instituts für Denkmalpflege und Amtsleiterin im Landkreis Oberhavel.

## Politik
Von 1990 bis 1993 war Oltmanns Mitglied der Gemeindevertretung von Glienicke/Nordbahn. Nach einer Unterbrechung war sie dort wieder ab 1998 Gemeindevertreterin und zugleich Kreistagsabgeordnete in Oberhavel.
Am 29. Oktober 1998 wurde Oltmanns Abgeordnete des brandenburgischen Landtags, sie war Nachrückerin für die in den Bundestag gewählte Petra Bierwirth. Oltmanns blieb Landtagsabgeordnete bis zum Ende der Legislaturperiode am 29. September 1999. Sie war in dieser Zeit Mitglied des Petitionsausschusses und im Ausschuss für Umwelt, Naturschutz und Raumordnung. 
Am 23. Mai 1999 nahm sie an der 11. Bundesversammlung teil, bei der Johannes Rau zum Bundespräsidenten gewählt wurde.
Im Jahr 2003 wurde sie in Glienicke/Nordbahn wieder bis 2008 zur Gemeindevertreterin gewählt und war dort SPD-Fraktionsvorsitzende. Seit Juni 2010 war sie Ehrenvorsitzende des SPD-Ortsvereins Glienicke/Nordbahn.

## Schriften
- mit Gerd Baier, Horst Ende, Wolfgang Rechlin: Die Bau- und Kunstdenkmale in der DDR. Bezirk Neubrandenburg. Henschelverlag Kunst und Gesellschaft, Berlin 1982.
- mit Gerd Baier, Horst Ende: Die Bau- und Kunstdenkmale in der mecklenburgischen Küstenregion. Henschel Verlag, Berlin 1990, ISBN 3-362-00523-3.